# 铣床

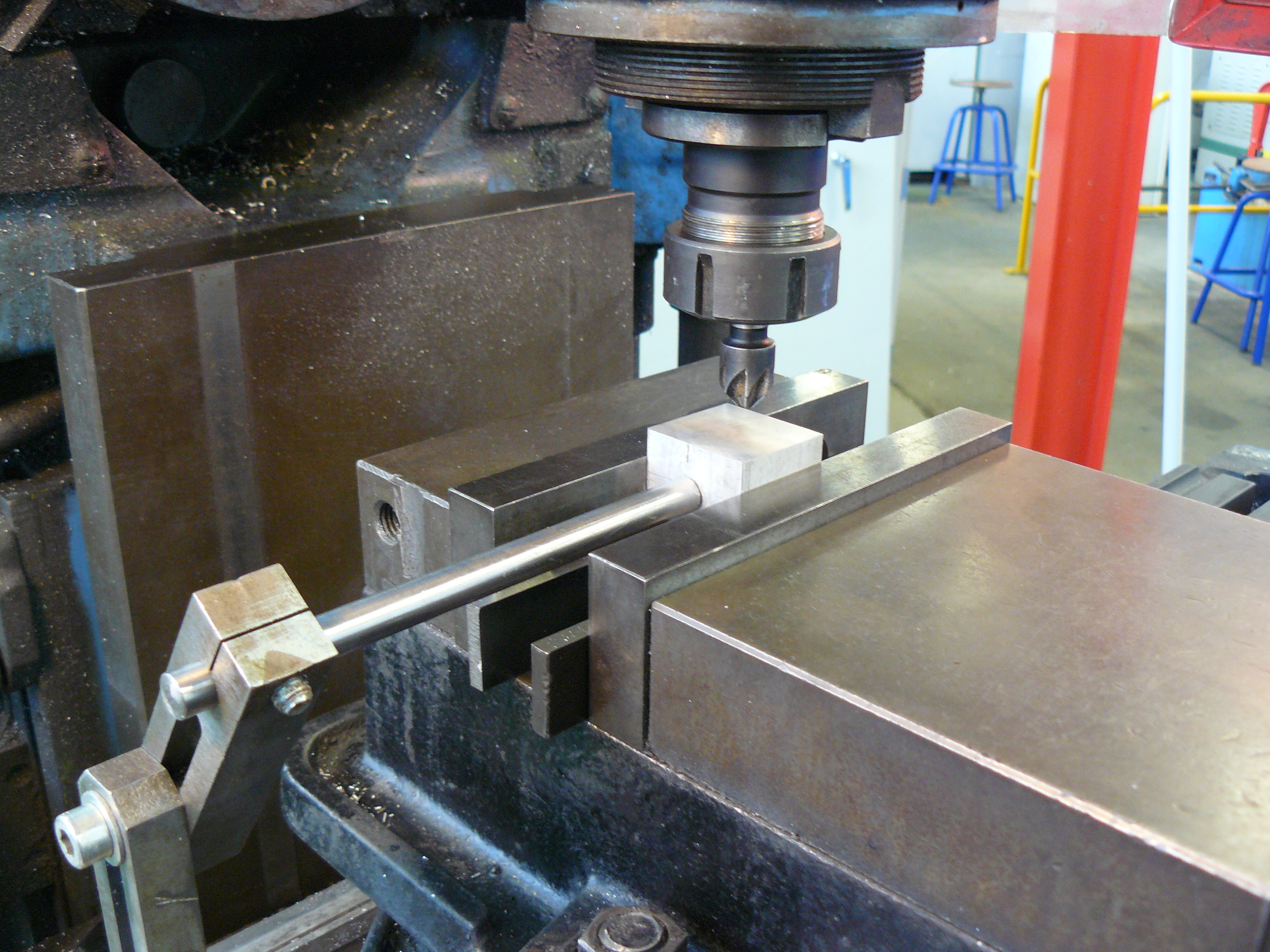
铣床工作示例

表面銑削

铣床，是工具機的一种，主要用于金属切削。铣床與車床的最明顯分別在於刀具旋转，而不是工件旋转。
铣床用来切削平面，或者用特殊形状的铣刀铣出成型表面、螺旋槽或齿轮的齿形等。铣削时，工件装在工作台上或分度头等附件上，铣刀作旋转的切削运动，辅以工作台作进给运动。以铣刀作为刀具加工工件表面这种方法叫做铣削。

## 歷史
铣床于1818年由包括埃里·惠特尼在内的数位美国机械工程师共同发明。

## 分类
卧式铣床、
立式铣床、
龙门铣床、
仿形铣床
双头铣床
万能铣床。万能铣床工作台可以在水平方向旋转一定角度，并附有立铣头等，应用范围广。
另外也有木工铣床，用于加工木材的各种成型表面和凹凸榫槽等，结构比较简单。

## 铣刀
铣床所用刀具可分为
立銑刀、鍵槽銑刀、三面刃銑刀、齒轮铣刀、角度铣刀、T型槽铣刀、燕尾铣刀、锯片铣刀等。
- 可以用來銑T型槽、半圓槽、燕尾槽、沉頭孔。
- 可以倒角、倒R角、搪孔。

## 銑削中的常見問題
在銑削作業品質可能會出現一些挑戰。最常見的問題如下表所示：
| 常見問題       | 常見問題              | 可能的原因 | 可能的原因 | 可能的原因 | 可能的原因 | 可能的原因 | 可能的原因 | 可能的原因 | 可能的原因 | 可能的原因   | 可能的原因     |
| -------------- | --------------------- | ---------- | ---------- | ---------- | ---------- | ---------- | ---------- | ---------- | ---------- | ------------ | -------------- |
| 常見問題       | 常見問題              | 切削速度   | 切削速度   | 進給率     | 進給率     | 切削深度   | 切削深度   | 刀具類型   | 刀具類型   | 刀具類型     | 刀具類型       |
| 常見問題       | 常見問題              | 高         | 低         | 高         | 低         | 高         | 低         | 硬度不足   | 韌性不足   | 切削半徑太大 | 斜角不足或為負 |
| 切削邊的不正整 | incidence surface磨損 | X          |            |            |            |            |            | X          |            |              |                |
| 切削邊的不正整 | 刀具有缺口            | X          |            |            |            |            |            | X          |            |              |                |
| 切削邊的不正整 | 凹蝕或塑性變形        | X          |            | X          |            |            |            | X          |            |              | X              |
| 切削邊的不正整 | 切屑粘在刀具上        |            | X          |            |            |            |            |            |            |              | X              |
| 切削邊的不正整 | 輕微崩牙              |            | X          |            |            |            |            |            | X          |              | X              |
| 切削邊的不正整 | 崩牙                  |            |            | X          |            | X          |            |            | X          |              |                |
| 長切屑         | 長切屑                |            |            |            | X          |            | X          |            |            | X            |                |
| 振動           | 振動                  | X          |            |            | X          | X          |            |            |            | X            | X              |

## 銑削參數

### 切割速度
從可確定的，按下列公式刀具主軸每分鐘的轉速測定切削速度：VC是剪切速率，n為轉速的工具，DC是刀具直徑。
{\displaystyle V_{c}\left[\mathrm {m \over min} \right]={\frac {n\ \mathrm {[min^{-1}]} \times \pi \times \mathrm {D_{c}[mm]} }{1000\left[{{\mbox{mm}} \over {\mbox{m}}}\right]}}}

切割速度是決定刀具長度的主要因素。高速切削加工費時少，但刀具磨損也快。加工工具和手冊的製造商提供適當的工具切割速度或固定期限的刀具壽命，例如，分上的關鍵數據。有時需要調整切割速度快，持續時間從不同的工具和優化生產力，剪切速率值乘以修正係數。此校正因子和刀具的切削操作的長度之間的關係不是線性的。
剪切率可能導致過度磨損很快尖端的工具，公差加工損失尖端的塑性變形，在一般情況下，工質變差。此外，切割速度太低可能會導致高達邊緣形成的工具，在排屑和加工時間增加的困難，導致生產效率低和成本高加工。

### 旋轉速度
機床主軸的旋轉速度通常在每分鐘轉速（RPM）表示。在傳統的銑床是一個有限的範圍內，對主電機和機變速箱的速度旋轉的速度取決於速度。在數控銑床，控制與反饋系統，在任何速度的速度範圍內可以選擇這樣的速度，最高車速。
該工具的轉速是成正比的切削速度和刀具直徑成反比。
{\displaystyle n\ [{\mbox{min}}^{-1}]={V_{c}\left[{{\mbox{m}} \over {\mbox{min}}}\right]\times 1000\left[{{\mbox{mm}} \over {\mbox{m}}}\right] \over \pi \times D_{c}[mm]}}

### 切削深度和切削深度
切削深度和切削深度（P）是切屑從工件表面分離層的深度。通常以毫米（mm）表示
切削深度，主要取決於被加工材料性质,尺寸精度的要求，机床的刚性,据此选择刀具的大小，尖端半徑和形状。粗加工时,尖端半徑较小，以适应更高切深度和進給率。精加工时，切削深度应该减小。
有效切割長度（LA）的最大值，直接關係到尖端邊緣的長度取決於切割深度（P）和位置角（κr）的
{\displaystyle la=p\times \cos(\kappa _{r})}

### 加工時間
銑床計算加工時間时，必須考慮到被加工件,刀具。這個長度取決於銑削的類型。例如，预计長度近似重合與刀具直徑的一半；銑槽不同,那么凹槽的深度和刀具的直徑也不同.輪廓銑削加工長度取決於刀具的直徑和異形曲面。
加工時間可以從下面的公式計算。

{\displaystyle T_{m}\ \mathrm {[min]} ={Longitud\ de\ aproximaci{\acute {o}}n\ \mathrm {[mm]} +Longitud\ pieza\ \mathrm {[mm]}  \over f\ \mathrm {[mm/min]} }}

其中 Tm是加工時間，f 是进给速度。

### 切削力

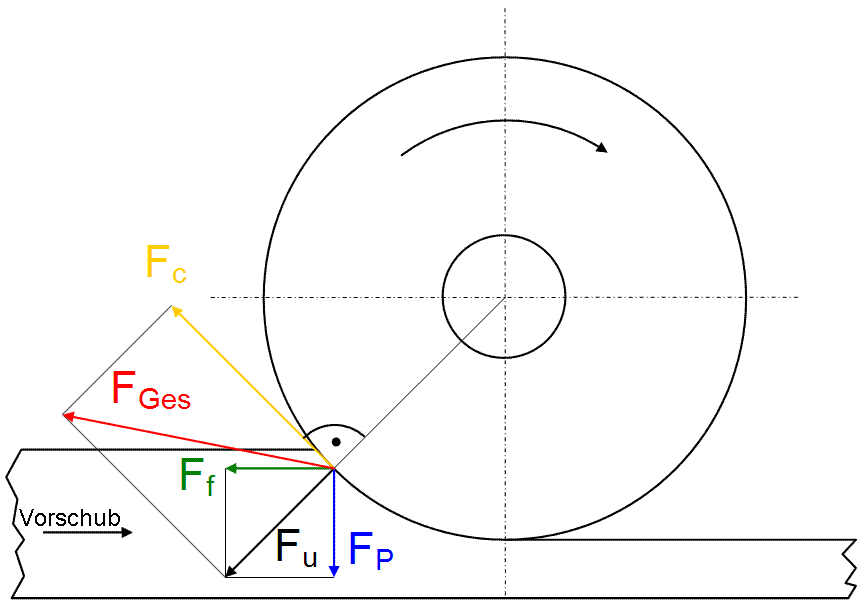
反向

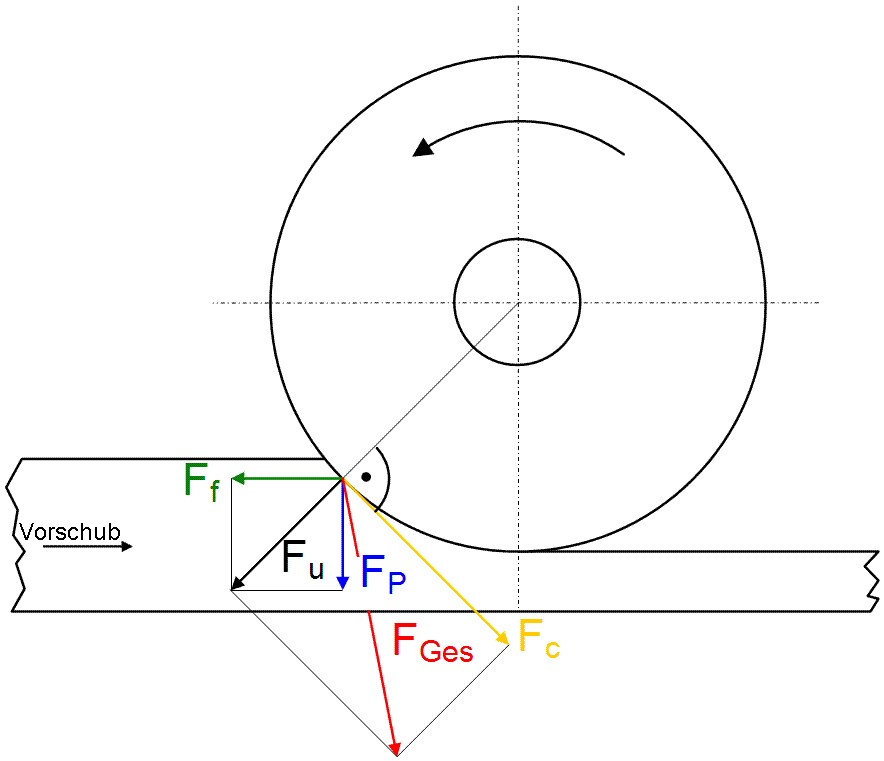
正向

切削力是一個需要考慮的參數，以防止在刀具和工件的破損和變形.這個參數是一個進步銑削功能，切割速度快，可加工的材料，材料的硬度，刀具的特點和切屑的平均厚度。所有這些因素都包含在一個名為特定的切削力,单位是N / mm²

### 切割能力
通常表示需要執行一個特定的加工切削功率（Pc）千瓦（kW）和排屑，具體的切削力和路由器的性能體積值計算。這個特定的切削力（Kc）是根據被加工材料，刀具幾何形狀，切屑厚度等類型確定。
為了獲得正確的功率值，得到的值應除以一個給定的無量綱值，考慮到機器（p）的性能。這個值是有效的切削加工性能之間的比例，即在該工具所需的功率；關於電源消耗本機的主傳動電機。

{\displaystyle P_{c}\ \mathrm {[kW]} ={A_{c}\ \mathrm {[mm]} \times p\ \mathrm {[mm]} \times f\ \mathrm {\left[{mm \over min}\right]} \times k_{c}\mathrm {\left[{N \over mm^{2}}\right]}  \over 60\mathrm {\left[{s \over min}\right]} \times 10^{3}\mathrm {\left[{mm \over m}\right]} \times 10^{3}\mathrm {\left[{W \over kW}\right]} \times \rho }={A_{c}\times p\times f\times k_{c} \over 60\times 10^{6}\times \rho }}

其中 Pc 是切削功率，Ac 是切割寬度，p 切削深度，f 是進給率，Kc 是具體的切削力，p 是機器的性能。

## 安全標準
當在铣床工作時，必須遵守某些規定，以確保不會發生任何事故造成可能的傷害。 
| 1 | 使用安全設備： 護目鏡、安全面罩等..                                                                                            |
| 2 | 不要穿著寬鬆的衣服，不可露出長髮。                                                                                             |
| 3 | 所穿工作服必須是全棉的，不能是化學纖維，如果發生工作意外，化纖服裝不像棉製品一樣易於撲救，而會化為液滴粘在身上，增加醫療難度。 |
| 4 | 建議使用安全鞋。 |
| 5 | 始終保持工作場所清潔。 |
| 6 | 不要佩戴首飾，如：項鍊、手鐲、戒指。                                                                                           |
| 7 | 要知道如何控制和操作铣床，並必須知道如何停止運作。                                                                             |
| 8 | 必須在光線充足的地方，但燈光不宜過多，以免造成太大的眩光。                                                                     |
| 9 | 使用銑床工作期間必須站立。 |